# Halna församling
Halna församling var en församling i Skara stift och i Töreboda kommun. Församlingen uppgick 2002 i Töreboda församling.

## Administrativ historik
Församlingen har medeltida ursprung. 
Församlingen var till 1995 annexförsamling i pastoratet Undenäs och Halna, som i perioder före 1842 även omfattade Skagens församling och mellan 1842 och 1856 omfattade Tiveds församling. Från 1995 var den annexförsamling i pastoratet Töreboda, Bäck, Fredsberg och Halna. Församlingen uppgick 2002 i Töreboda församling.

## Kyrkor
- Halna kyrka